# Petta tenuis
Petta tenuis är en ringmaskart som beskrevs av Maurice Caullery 1944. Petta tenuis ingår i släktet Petta och familjen Pectinariidae.
Artens utbredningsområde är Mexikanska golfen. Inga underarter finns listade i Catalogue of Life.